# Aleja Jana Rodowicza „Anody” w Warszawie
Aleja Jana Rodowicza „Anody” – ulica na warszawskim Ursynowie. 

## Opis
Pierwotnie ten fragment ulicy stanowił część ulicy Jana Rosoła. Nazwę dla tego odcinka zmieniono w 2005.
W 2013 na pasie zielni pomiędzy jezdniami ulicy, przy skrzyżowaniu z ul. Ciszewskiego, odsłonięto obelisk upamiętniający Jana Rodowicza „Anodę” oraz tablicę upamiętniającą jeden z ursynowskich punktów triangulacyjnych.

## Ważniejsze obiekty
- Kampus Szkoły Głównej Gospodarstwa Wiejskiego